# Podrywkowate
Podrywkowate (Throscidae) – rodzina chrząszczy z podrzędu wielożernych.

## Zasięg występowania
Przedstawiciele podrywkowatych występują w większości regionów świata.
W Polsce 9 gatunków.

## Budowa ciała
Imago osiągają 1,5-6 mm długości. Ciało owalne w zarysie, w tylnych kątach przedplecza ostre, skierowane ku tyłowi wyrostki. Oczy przedzielone listewką. Czułki  buławkowate, buławka trzyczłonowa. Ubarwienie ciała zwykle brunatne.

## Biologia i ekologia

### Biotop
Zamieszkują tereny leśne, zwykle na nizinach lub w niezbyt wysoko położonych ternach górskich. Larwy zazwyczaj żyją w ziemi, czasem również w przegniłym drewnie drzew iglastych lub w darni.

### Odżywianie
Larwy żyjące w ziemi odżywiają się grzybnią grzybów mikoryzujących zewnętrznie korzenie drzew.

### Zachowanie
Postacie dorosłe posiadają zdolność do wykonywania skoków, a także rowki na spodniej stronie ciała pozwalające na chowanie w nich czułków oraz odnóży, co utrudnia ich chwycenie.

## Systematyka
Do podrywkowatych należy około 150 gatunków i 5 rodzajów:
- Aulonothroscus
- Cryptophthalma
- Pactopus
- Potergus
- Trixagus.